# Julius E. Herrmann
Julius Emil Herrmann (* 13. Juni 1883 in Dresden; † 28. Mai 1945 in Berlin) war ein deutscher Schauspieler bei Bühne und Film und ein Theaterregisseur.

## Leben und Wirken
Der Sohn des Buchdruckers Karl Adolf Herrmann und seiner Frau Ernestine Wilhelmine, geb. Reuter, ist seit der Spielzeit 1906/07 als Bühnenschauspieler nachweisbar, gleich sein erstes Festengagement führte ihn 1907 an Berlins Thalia-Theater. Es folgten Verpflichtungen u. a. an das Düsseldorfer Schauspielhaus, das Lessingtheater, ans Deutsche Künstlertheater (ab hier auch regelmäßig Bühnenregie) Berlin, an die Barnowsky-Bühnen Berlin, das Altonaer Stadttheater, die Vereinigten Städtischen Theater Kiel und an Berlins Theater am Nollendorfplatz, seine letzte Bühnenstation mit Festengagement, wo er 1942 im Vorstand saß.
Auch auf der Leinwand war Julius Herrmann schon frühzeitig zu sehen gewesen. Seitdem der Dresdner zu Beginn der 1920er-Jahre über eine lange Zeit primär in Berlin engagiert war, wirkte er nach seiner Rolle in Fritz Langs Meisterwerk Dr. Mabuse, der Spieler in einer Fülle von künstlerisch überwiegend wenig bedeutsamen Filmproduktionen – Ausnahme: Langs Frau im Mond – mit. Man sah den fülligen Künstler unter anderem als Hauswirt, als Bankdirektor, als Geschworenen bei Gericht, als Lehrer, Kaufmann, Kommerzienrat und als Kapellmeister.
Herrmann stand 1944 in der Gottbegnadeten-Liste des Reichsministeriums für Volksaufklärung und Propaganda. Er verstarb wenige Wochen nach Kriegsende an einem Herzschlag in seiner Wohnung in Berlin-Wilmersdorf. Er war von 1908 bis zu seinem Tod mit Wilhelmine, geb. Schilf, verheiratet.

## Filmografie
- 1913: Leo als Aushilfskellner
- 1922: Dr. Mabuse, der Spieler (2 Teile)
- 1924: Sylvester
- 1925: Die Venus vom Montmartre
- 1926: Die Abenteuer eines Zehnmarkscheines
- 1926: Das Panzergewölbe
- 1927: Gustav Mond … Du gehst so stille
- 1927: Üb’ immer Treu’ und Redlichkeit
- 1927: Herkules Maier
- 1928: Moral
- 1928: Song
- 1928: Don Juan in der Mädchenschule
- 1929: Frau im Mond
- 1929: Das Mädel mit der Peitsche
- 1929: Revolte im Erziehungshaus
- 1929: Dich hab’ ich geliebt
- 1930: Liebeskleeblatt
- 1930: Hokuspokus
- 1930: Ein Burschenlied aus Heidelberg
- 1930: Gigolo
- 1930: Dolly macht Karriere
- 1931: … und das ist die Hauptsache!?
- 1931: Das Ekel
- 1931: Um eine Nasenlänge
- 1932: Das schöne Abenteuer
- 1932: Der weiße Dämon
- 1932: Kaiserwalzer
- 1933: Reifende Jugend
- 1934: Frühlingsmärchen
- 1934: Die englische Heirat
- 1936: Onkel Bräsig
- 1936: Und du mein Schatz fährst mit
- 1937: Heiratsinstitut Ida & Co.
- 1937: Gabriele eins, zwei, drei
- 1938: Scheidungsreise
- 1940: Kora Terry
- 1941: Der Weg ins Freie
- 1941: Anschlag auf Baku
- 1944: Das kleine Hofkonzert

## Theater

### Schauspieler
- 1919: Ludwig Anzengruber: Der Pfarrer von Kirchfeld (Lux) – Regie: ? (Lessingtheater Berlin)
- 1925: William Shakespeare: Wie es euch gefällt (Corinnus) – Regie: Victor Barnowsky (Theater in der Königgrätzer Straße)
- 1928: Hans José Rehfisch: Der Frauenarzt – Regie: Victor Barnowsky (Theater in der Königgrätzer Straße)
- 1928: Felix Joachimson: Wer sollte es sonst sein? – Regie: Karlheinz Martin (Komödienhaus Berlin)
- 1933: Franz Arnold: Hier stimmt was nicht – Regie: Franz Arnold (Komödienhaus Berlin)

### Regisseur
- 1920: Hans Müller: Die Flamme (Lessingtheater Berlin)
- 1921: Rudolf Presber, Leo Walther Stein: Die Ballerina des Königs (Lessingtheater Berlin)
- 1922: Gerhart Hauptmann: Kollege Crampton (Lessingtheater Berlin)
- 1922: Richard Keßler: Der Schildpattkamm (Lessingtheater Berlin)
- 1922: Rudolf Presber, Leo Walther Stein: Fuchsjagd (Lessingtheater Berlin)
- 1923: Octave Mirbeau: Geschäft ist Geschäft (Lessingtheater Berlin)
- 1923: Karl Strecker: Tybbke (Deutsches Künstlertheater Berlin)
- 1924: Oscar Wilde: Eine florentinische Tragödie (Deutsches Künstlertheater Berlin)
- 1924: Heinrich Mann: Varieté (Deutsches Künstlertheater Berlin)
- 1924 George Bernard Shaw: Eine musikalische Kur (Deutsches Künstlertheater Berlin)
- 1927: Nicolas Nancey, Paul Armont: Theo macht alles (Komödienhaus Berlin)
- 1929: Noel Coward: Gefallene Engel (Volksbühne im Theater am Schiffbauerdamm Berlin)
- 1930: Ralph Benatzky: Meine Schwester und ich (Komödienhaus Berlin)
- 1937: Axel Ivers: Parkstraße 13 (Vereinigte Städtische Theater Kiel)